# Edward Anderson (scrittore)
Edward Anderson (Weatherford, 19 giugno 1905 – Brownsville, 5 settembre 1969) è stato uno scrittore statunitense.
Scrisse il romanzo Ladri come noi (Thieves Like Us), da cui furono tratti due adattamenti cinematografici: La donna del bandito (They Live by Night) del 1949 e Gang del 1974.